# Kuramae (métro de Tokyo)
Kuramae (蔵前駅, Kuramae-eki) est une station du métro de Tokyo sur les lignes Asakusa et Ōedo dans l'arrondissement de Taitō à Tokyo. Elle est exploitée par le Bureau des Transports de la Métropole de Tokyo (Toei).

## Situation sur le réseau
La station Kuramae est située au point kilométrique (PK) 10,5 de la ligne Ōedo et au PK 15,9 de la ligne Asakusa.

## Histoire
La station a été inaugurée le 4 décembre 1960 sur la ligne Asakusa. La ligne Ōedo y arrive le 12 décembre 2000.

## Services aux voyageurs

### Accès et accueil
La station est ouverte tous les jours.
En moyenne, 67 005 voyageurs ont fréquenté quotidiennement la station en 2015.

### Desserte
- Ligne Asakusa :
  - voie 1 : direction Sengakuji (interconnexion avec la ligne principale Keikyū pour Shinagawa et l'aéroport de Haneda) ou Nishi-Magome
  - voie 2 : direction Oshiage (interconnexion avec la ligne principale Keisei pour Inba-Nihon-Idai, Shibayama-Chiyoda ou l'aéroport de Narita)
- Ligne Ōedo :
  - voie 3 : direction Iidabashi et Tochōmae
  - voie 4 : direction Roppongi

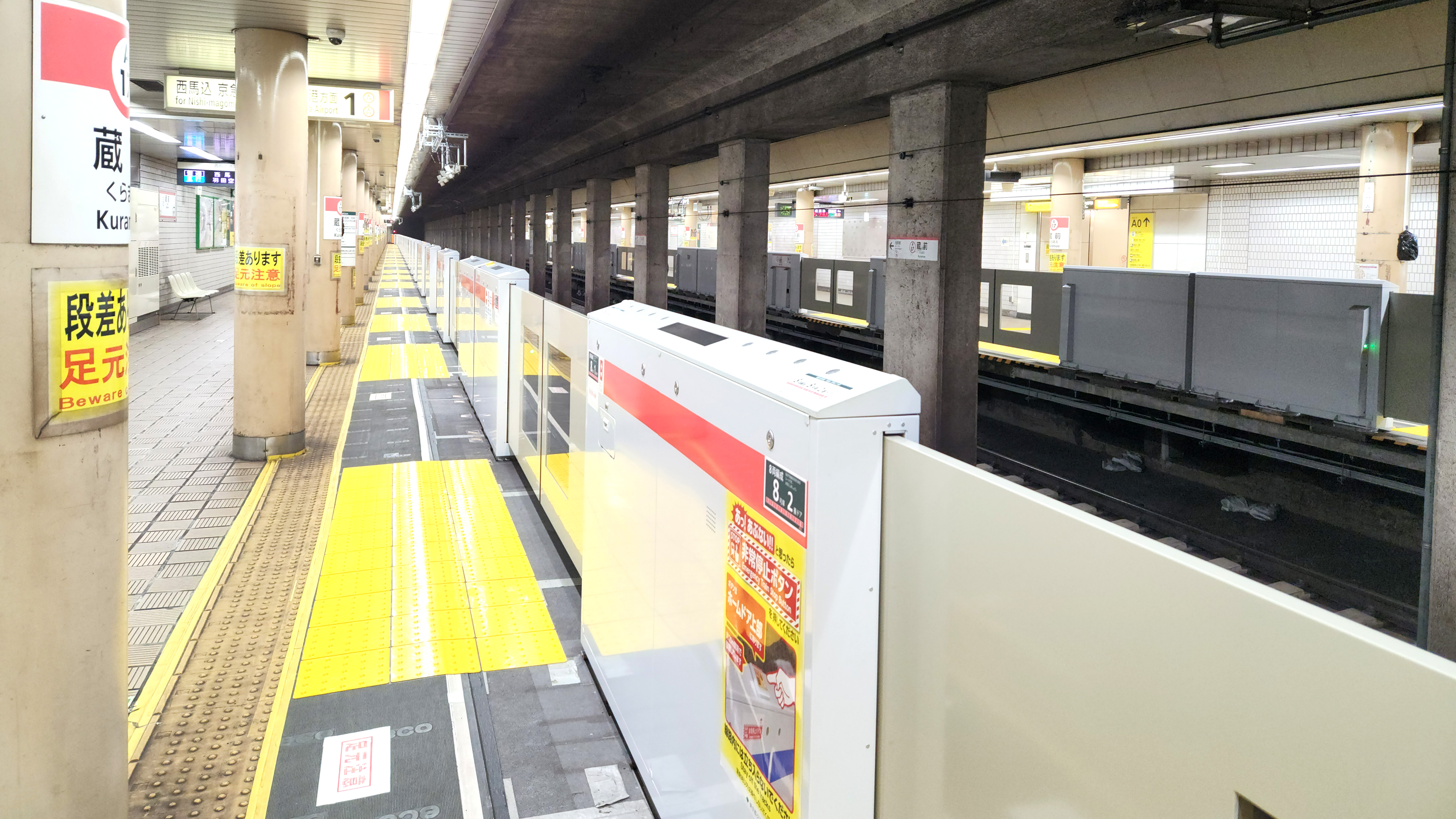
Quai de la ligne Asakusa
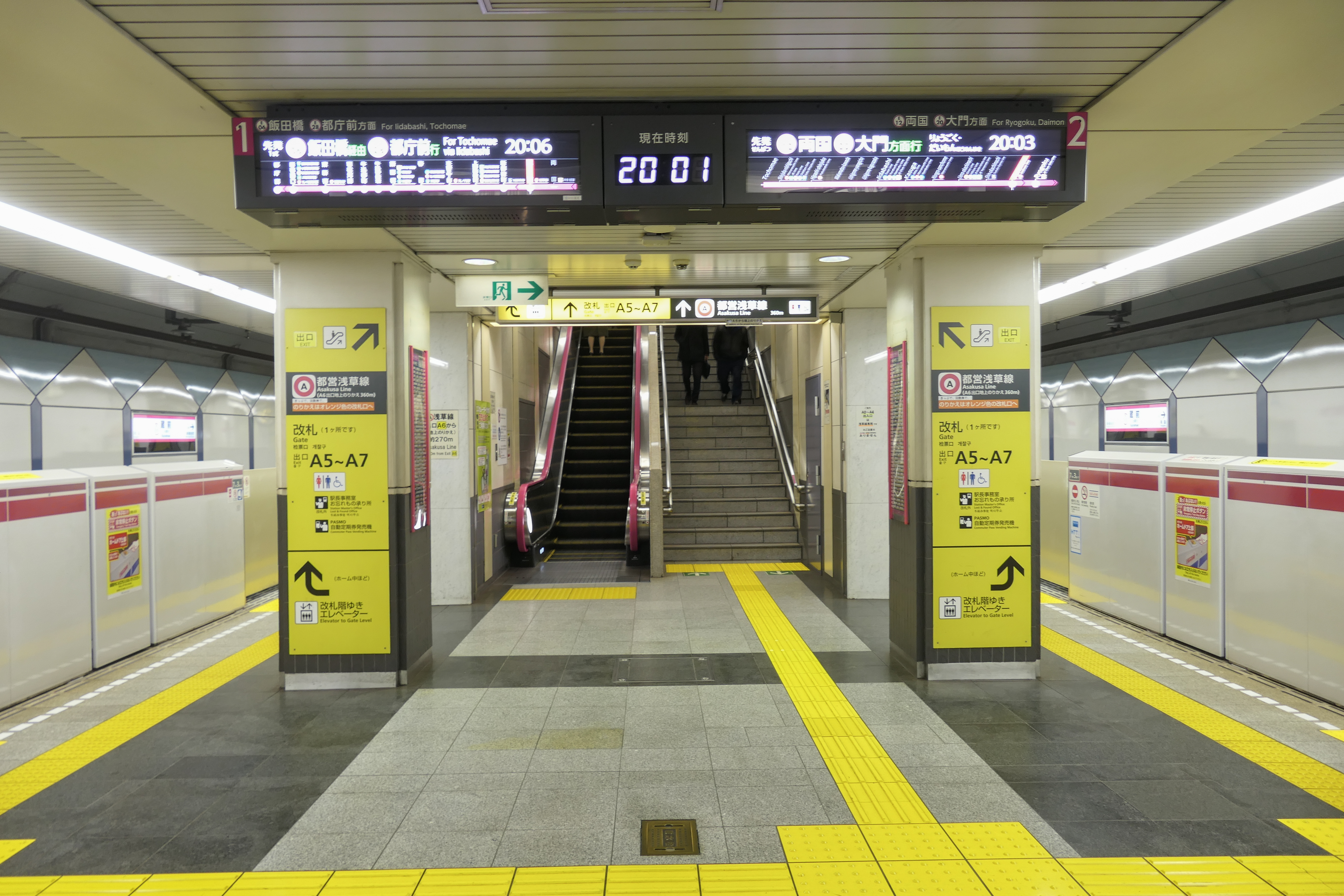
Quais de la ligne Ōedo